# Halab (Iran)
Halab (farsi حلب) è una città dello shahrestān di Ejrud, circoscrizione di Halab, nella provincia di Zanjan in Iran. Nel 2011 aveva 1.089 abitanti. Si trova a sud-ovest di Zarrinabad e Zanjan sulla strada che porta a Bijar.